# El Justicero (filme)
El Justicero é um filme de comédia brasileiro de 1967, dirigido e roteirizado por Nelson Pereira dos Santos, inspirado no romance de João Bethencourt, “As vidas de El Justicero: O Cafajeste sem Medo e Sem Mácula” 
O longa-metragem retrata as aventuras de um rapaz que desfruta de uma boa vida graças ao dinheiro de seu pai. 
O filme foi censurado pela ditadura militar, por fazer críticas ao governo, e todas as cópias foram apreendidas exceto um contratipo no formato 16mm, que foi usado para sua divulgação posteriormente. 

## Sinopse
Jorge Dias Neves, conhecido como El Justicero (Arduino Colasanti) é filho de um general (Álvaro Aguiar) que se tornou rico graças à corrupção. “El Jus” se aproveita dos recursos de seu pai para viver sem precisar trabalhar. Popular no Rio de Janeiro, o protagonista ora é reconhecido como uma espécie de herói, por estar atento aos problemas da população e defender os mais pobres, ora tem características típicas de um anti-herói, pois sabe desfrutar do dinheiro que possui para garantir uma boa vida. 
O jornalista Lenine (Emmanuel Cavalcanti), amigo de El Justicero tem a ideia de fazer uma biografia sobre a sua história, pensando principalmente nos lucros que o trabalho geraria e em seus relatos, ele registra as contradições da personalidade de El Jus, além de sua jovialidade.
Conquistador, ele acaba se apaixonando por uma garota com pensamentos distintos do dele e terá que lidar com as diferenças entre eles. 

## Elenco
Arduino Colasanti —  Jorge Dias das Neves (El Justicero)
Adriana Prieto —  Ana Maria
Márcia Rodrigues —  Araci
Emmanuel Cavalcanti —  Lenine
Álvaro Aguiar —  General
Rosita Thomaz Lopes —  Mãe de Ana Maria
Hemílcio Fróes —  Ari Lima (pai de Ana Maria)
Thelma Reston —  Selma
José Wilker —  El Rato